# Giovanni d'Avesnes
Giovanni d'Avesnes (Houffalize, 1º maggio 1218 – Valenciennes, 24 dicembre 1257) fu conte di Hainaut dal 1246 al 1257.

## Origine
Secondo la Genealogica Comitum Flandriæ Bertiniana, Continuatio Leidensis et Divionensis, Giovanni era il figlio primogenito del signore di Étrœungt, balivo dell'Hainaut e canonico di San Pietro a Lilla, Burcardo d'Avesnes e della futura contessa delle Fiandre e contessa di Hainaut, Margherita, che, secondo la Genealogica Comitum Flandriæ Bertiniana, Continuatio Marchianensis era la figlia secondogenita del Conte delle Fiandre, Conte di Hainaut, ed anche primo imperatore dell'impero latino di Costantinopoli, Baldovino delle Fiandre o di Hainaut e di Maria di Champagne, figlia, secondo il Gisleberti Chronicon Hanoniense, del conte di Champagne e di Brie, Enrico I e di Maria di Francia, che, secondo la Chronica Albrici Monachi Trium Fontium era la figlia primogenita del re di Francia, Luigi VII e della duchessa d'Aquitania e Guascogna e contessa di Poitiers, Eleonora.
Brucando d'Avesnes era figlio di Giacomo Signore d'Avesnes, di Leuze e dì Condé e della moglie, Adelina di Guisa; la sua parentela viene confermata dalla Genealogica Comitum Flandriæ Bertiniana, Continuatio Leidensis et Divionensis, che segnala che era fratello del conte di Blois, Gualtiero II d'Avesnes.

## Biografia
Il matrimonio dei suoi genitori avvenne nel 1212, quando sua madre aveva 10 anni. In un primo tempo, il matrimonio fu accettato dal Papa Innocenzo III, ma, a seguito della sconfitta alla battaglia di Bouvines, inflitta all'Imperatore e ai suoi sostenitori, fra cui Burcardo, il pontefice si convinse a pronunciarsi dichiarando nulle le nozze. Margherita e il marito vennero scomunicati e si rifugiarono in Lussemburgo, continuando a vivere insieme.
In quello stesso periodo Margherita e la sorella, Giovanna, di due anni più anziana, che si era sposata con Ferdinando del Portogallo ed aveva da poco preso possesso delle contee delle Fiandre e di Hainaut, ereditate dal padre, ebbero un aspro litigio circa la divisione della loro eredità; il problema si protrasse per alcuni anni sino a che Margherita divorziò da Burcardo. Nel 1219, suo padre, Burcardo venne catturato e portato a Gand e venne rilasciato nel 1221 solo dopo che sua madre, Margherita, ebbe acconsentito all'annullamento del matrimonio. Burcardo, secondo Matteo di Parigi, andò a perorare la sua causa a Roma, ma Margherita, nel frattempo aveva cambiato parere ed aveva deciso di lasciarlo.
Mentre suo padre, Brucando, era a Roma, secondo Matteo di Parigi, sua madre, Margherita, tratteneva rapporti segreti con il signore di Dampierre, Guglielmo II, e, nel 1223, con l'approvazione della sorella, Giovanna, sua madre Margherita, sposò, in seconde nozze, Guglielmo II di Dampierre, figlio di Guy II di Dampierre e Matilde I di Borbone. Il matrimonio viene confermato anche dal Iohannis de Thilrode Chronicon. Quest'unione creò un certo scandalo per i vincoli di consanguineità che li legavano: la nonna materna di Guglielmo era Maria di Champagne o di Blois, sorella del nonno di Margherita, Enrico I di Champagne. La disputa sulla liceità o meno delle sue due nozze si protrasse per decenni e nel 1244, sfociò nella Guerra di successione delle Fiandre e dell'Hainaut che andò avanti, con qualche interruzione, fino al 1254. I figli che Margherita aveva avuto da Burcardo erano ritenuti illegittimi dalla chiesa, mentre erano legittimi per l'imperatore, Federico II.
Sua zia Giovanna morì nel 1244 a Marquette: il 5 dicembre, secondo il Necrologio Sanctæ Waldetrudis e fu sepolta a Marquette, come confermano gli Annales Blandinienses, accanto al suo primo marito, Ferdinando del Portogallo. A Giovanna, come contessa di Fiandre e Hainaut, sempre secondo gli Annales Blandinienses, succedette la sorella minore (la madre di Giovanni), Margherita (Margherita II, nelle Fiandre e Margherita I, nell'Hainaut); siccome i figli nati dai suoi due matrimoni questionavano circa i loro diritti inerenti l'eredità materna (gli Avesnes erano stati generati prima, ma considerati illegittimi dalla chiesa e anche dalla madre, mentre i Dampierre, generati dopo erano considerati legittimi), nella disputa intervenne, nel 1246, il re di Francia, Luigi IX il Santo, che decise che i possedimenti dell'Hainaut sarebbero stati ereditati dai figli Avesnes e le Fiandre dai figli Dampierre.
Nel 1246, sua madre, Margherita, che era sia contessa delle Fiandre che di Hainaut e che odiava il figlio maggiore, Giovanni d'Avesnes, genero (nel 1246 aveva sposato Adelaide d'Olanda) e alleato di Guglielmo II, aveva offerto al fratello del re di Francia, Luigi IX, il conte di Provenza, Carlo I d'Angiò, la contea di Hainaut e la tutela delle Fiandre per conto della Casa dei Dampierre, in quanto il figlio, Guglielmo, era stato associato a lei nella conduzione della contea delle Fiandre, come conferma il Necrologio Sanctæ Waldetrudis. Giovanni d'Avesnes, che non era soddisfatto dell'accordo, convinse il cognato, Guglielmo II d'Olanda, eletto re di Germania, nel 1247 (voluto dal papa in contrapposizione a Corrado IV di Svevia), a mettere sotto assedio l'Hainaut e quella parte delle Fiandre (Namur e la Zelanda) che erano soggette all'Impero, spingendo Margherita e Carlo d'Angiò ad allearsi con Corrado IV di Svevia. Quel che ne seguì fu una guerra civile che vide alla fine gli Avesnes vincenti e i Dampierre sconfitti; nel 1251, Guglielmo III di Dampierre morì e fu sepolto a Marquette; anche la Genealogica Comitum Flandriæ Bertiniana, Continuatio Leidensis et Divionensis ricorda la morte di Guglielmo, avvenuta a Trazegnies, durante un torneo, mentre secondo il Necrologio Sanctæ Waldetrudis, morì il 6 giugno. Secondo la madre, Margherita, la sua morte fu dovuta agli intrighi degli Avesnes; nel 1252, Guglielmo II d'Olanda confiscò i feudi imperiali di Margherita e li consegnò a Giovanni d'Avesnes; secondo il The Formation of the German College of Electors in the mid-Thirteenth Century (non consultato), Guido di Dampierre, che era succeduto al fratello, Guglielmo, morto senza discendenza, come conte di Fiandra, nel 1253, invase l'Olanda e occupò l'isola di Walcheren, in Zelanda, ma Fiorenzo, il cognato di Giovanni d'Avesnes, lo affrontò e, nel mese di luglio, lo sconfisse a Westkapelle, catturando la flotta fiamminga e facendo numerosi prigionieri, tra cui Guido di Dampierre e suo fratello Giovanni (come ci viene confermato dagli Annales Parchenses), che vennero imprigionati e rilasciati solo nel 1256, dopo la morte di Guglielmo II d'Olanda. Infatti, dopo aver condotto una campagna vittoriosa contro Margherita, all'inizio del 1256, Guglielmo si apprestò a sottomettere i Frisoni che si erano ribellati. Durante le operazioni, nei pressi di Hoogwoud, attraversando uno specchio d'acqua ghiacciato, il suo cavallo spezzò la crosta di ghiaccio, ed egli cadde nell'acqua gelata. Fu così catturato dai Frisoni, che lo uccisero; allora intervenne nuovamente Luigi IX, che, con un nuovo trattato, nel 1256, attribuì L'Hainaut a Giovanni d'Avesnes, mentre gli altri possedimenti, inclusi Namur e la Zelanda, rimasero a Margherita; con il lodo arbitrale di Peronne, del settembre 1256, Giovanni d'Avesnes ottenne definitivamente la contea di Hainaut, ma si riconobbe vassallo di Carlo I d'Angiò.
Il conflitto - complice il nuovo intervento di Luigi IX - ebbe termine anche per la morte di Giovanni d'Avesnes, nel dicembre 1257.
Dopo la morte di Giovanni la contea di Hainaut tornò a sua madre, Margherita, mentre la moglie, Adelaide d'Olanda, dopo essere rimasta vedova, assieme ai suoi sette figli rientrò in Olanda e, dopo la morte di suo fratello, Fiorenzo, nel 1258, Adelaide, affiancata dalla madre, Matilde, gli subentrò nella reggenza della contea per conto del nipote, Fiorenzo V.

## Matrimonio e discendenza
Giovanni, nel 1246, come ci viene confermato dal paragrafo 7 della Genealogia Ducum Brabantiæ Heredum Franciæ, sposò Adelaide d'Olanda, che, sia secondo il capitolo n° 66a della Chronologia Johannes de Beke che il paragrafo 7 della Genealogia Ducum Brabantiæ Heredum Franciæ, Adelaide era la figlia secondogenita o terzogenita (femmina primogenita) del quindicesimo (secondo gli Annales Egmundani, fu il tredicesimo) conte d'Olanda, Fiorenzo IV e di Matilde di Brabante, che, sempre secondo la Genealogia Ducum Brabantiæ Heredum Franciæ era la figlia femmina quartogenita del duca della Bassa Lorena, conte di Lovanio e primo duca di Brabante, Enrico I e di Matilde di Boulogne, che era faglia del conte di Boulogne, Matteo di Lorena, come conferma la Flandria Generosa (Continuatio Bruxellensis), che precisa che era la figlia femmina secondogenita ed era figlia della contessa di Boulogne, Maria, che secondo il cronista e monaco benedettino inglese, Matteo di Parigi, nel suo Matthæi Parisiensis, Monachi Sancti Albani, Chronica Majora, Vol. II era la figlia del re d'Inghilterra, Stefano di Blois e di Matilde di Boulogne.
Adelaide a Giovanni diede sette figli:
- Giovanni (1247 - 1304), conte di Hainaut e d'Olanda (come ci conferma il capitolo n° 78a della Chronologia Johannes de Beke[36])
- Baldovino (dopo il 1247 - dopo il 1299[26])
- Giovanna ( † 1304), badessa di Flines[26][35]
- Bouchard[37] (26 maggio 1251-29 novembre 1296), vescovo di Metz, come ci confermano le Gesta Episcoporum Mettensium Continuatio tertia, che confermano anche la data di morte[38]
- Guido[36] (1253 - 1317), vescovo di Utrecht, dal 1301 alla sua morte come ci conferma il Kronijk van Arent toe Bocop, Codex Diplomaticus Neerlandicus[39]
- Guglielmo (1254 - 1296), vescovo di Cambrai[26][35]
- Fiorenzo (1255 - 1297), governatore della Zelanda e, sposando Isabella di Villehardouin, divenne Principe d'Acaia, come ci conferma Le livre de la conqueste de la princée de la Morée[40].

## Ascendenza
|                               |                        |                         | Genitori                |  |  | Nonni |  |  | Bisnonni                            |  |  | Trisnonni |  |
|                               |                        |                         |                         |  |  |       |  |  | Nicholas d'Oisy, Signore di Avesnes |  |  | …         |  |
|                               |                        |                         |                         |  |  |       |  |  | Nicholas d'Oisy, Signore di Avesnes |  |  | …         |  |
|                               |                        | …                       |                         |  |  |       |  |  | Nicholas d'Oisy, Signore di Avesnes |  |  |           |  |
| Giacomo d'Avesnes             |                        |                         |                         |  |  |       |  |  | Nicholas d'Oisy, Signore di Avesnes |  |  |           |  |
|                               |                        | Matilda de la Roche     | …                       |  |  |       |  |  |                                     |  |  |           |  |
|                               |                        | Matilda de la Roche     | …                       |  |  |       |  |  |                                     |  |  |           |  |
|                               |                        | Matilda de la Roche     | …                       |  |  |       |  |  |                                     |  |  |           |  |
| Burcardo d'Avesnes            |                        | Matilda de la Roche     |                         |  |  |       |  |  |                                     |  |  |           |  |
|                               |                        | Burcardo di Guisa       | …                       |  |  |       |  |  |                                     |  |  |           |  |
|                               |                        | Burcardo di Guisa       | …                       |  |  |       |  |  |                                     |  |  |           |  |
|                               |                        | Burcardo di Guisa       | …                       |  |  |       |  |  |                                     |  |  |           |  |
| Adelina di Guisa              |                        | Burcardo di Guisa       |                         |  |  |       |  |  |                                     |  |  |           |  |
|                               |                        | Adelaide                | …                       |  |  |       |  |  |                                     |  |  |           |  |
|                               |                        | Adelaide                | …                       |  |  |       |  |  |                                     |  |  |           |  |
|                               |                        | Adelaide                | …                       |  |  |       |  |  |                                     |  |  |           |  |
| Giovanni d'Avesnes            |                        | Adelaide                |                         |  |  |       |  |  |                                     |  |  |           |  |
|                               | Baldovino V di Hainaut | Baldovino IV di Hainaut |                         |  |  |       |  |  |                                     |  |  |           |  |
|                               | Baldovino V di Hainaut | Baldovino IV di Hainaut |                         |  |  |       |  |  |                                     |  |  |           |  |
|                               | Baldovino V di Hainaut | Alice di Namur          |                         |  |  |       |  |  |                                     |  |  |           |  |
| Baldovino I di Costantinopoli | Baldovino V di Hainaut |                         |                         |  |  |       |  |  |                                     |  |  |           |  |
|                               |                        | Margherita I di Fiandra | Teodorico di Alsazia    |  |  |       |  |  |                                     |  |  |           |  |
|                               |                        | Margherita I di Fiandra | Teodorico di Alsazia    |  |  |       |  |  |                                     |  |  |           |  |
|                               |                        | Margherita I di Fiandra | Sibilla d'Angiò         |  |  |       |  |  |                                     |  |  |           |  |
| Margherita II delle Fiandre   |                        | Margherita I di Fiandra |                         |  |  |       |  |  |                                     |  |  |           |  |
|                               |                        | Enrico I di Champagne   | Tebaldo II di Champagne |  |  |       |  |  |                                     |  |  |           |  |
|                               |                        | Enrico I di Champagne   | Tebaldo II di Champagne |  |  |       |  |  |                                     |  |  |           |  |
|                               |                        | Enrico I di Champagne   | Matilde di Carinzia     |  |  |       |  |  |                                     |  |  |           |  |
| Maria di Champagne            |                        | Enrico I di Champagne   |                         |  |  |       |  |  |                                     |  |  |           |  |
|                               |                        | Maria di Francia        | Luigi VII di Francia    |  |  |       |  |  |                                     |  |  |           |  |
|                               |                        | Maria di Francia        | Luigi VII di Francia    |  |  |       |  |  |                                     |  |  |           |  |
|                               |                        | Maria di Francia        | Eleonora d'Aquitania    |  |  |       |  |  |                                     |  |  |           |  |
|                               |                        | Maria di Francia        |                         |  |  |       |  |  |                                     |  |  |           |  |

### Fonti primarie
- (LA) Monumenta Germaniae Historica, Scriptores, tomus V (archiviato dall'url originale il 23 settembre 2015).
- (LA) Monumenta Germaniae Historica, Scriptores, tomus IX (archiviato dall'url originale il 13 giugno 2018).
- (LA) Monumenta Germaniae Historica, Scriptores, tomus XVI (archiviato dall'url originale il 26 agosto 2014).
- (LA) Monumenta Germaniae Historica, Scriptores, tomus XXI (archiviato dall'url originale il 25 settembre 2017).
- (LA) Monumenta Germaniae Historica, Scriptores, tomus XXIII (archiviato dall'url originale il 23 settembre 2015).
- (LA) Monumenta Germaniae Historica, Scriptores, tomus XXV (archiviato dall'url originale il 24 giugno 2013).
- (FR) Grande chronique de Mathieu de Paris, tomus VIII.
- (LA) Chronologia Johannes de Bek.
- (LA) Oorkondenboek Holland.
- (NL) Codex Diplomaticus Neerlandicus.

### Letteratura storiografica
- Austin Lane Poole, "L'interregno in Germania", cap. IV, vol. V (Il trionfo del papato e lo sviluppo comunale) della Storia del mondo medievale, 1999, pp. 128–152
- Charles Petit-Dutaillis, "Luigi IX il Santo", cap. XX, vol. V (Il trionfo del papato e lo sviluppo comunale) della Storia del mondo medievale, 1999, pp. 729–864
- (FR) Le livre de la conqueste de la princée de la Morée.